# NGC 7227
NGC 7227 في الفهرس العام الجديد، هي مجرة، تقع في كوكبة العظاءة. اكتشفت في 1 سبتمبر 1872 بواسطة إدوارد ستيفان.

## روابط خارجية
- NGC 7227 على موقع ويكي سكاي: DSS2, SDSS, GALEX, IRAS, Hydrogen α, X-Ray, Astrophoto, Sky Map, Articles and images